# Chính trị Nigeria
Chính phủ Liên bang Nigeria là một hệ thống nhà nước tổng thống chế liên bang, bao gồm ba nhánh riêng biệt: lập pháp, hành pháp và tư pháp với quyền lực được trao bởi Hiến pháp Cộng hòa Liên bang Nigeria, Quốc hội, Tổng thống và các tòa án liên bang. Một trong những chức năng chính của hiến pháp là quy định sự phân chia quyền lực giữa ba nhánh và nhằm ngăn chặn việc lặp lại những sai lầm trong quá khứ của chính phủ. Các chức năng khác của hiến pháp bao gồm sự phân chia quyền lực giữa chính phủ liên bang và các bang, đồng thời bảo vệ các quyền tự do cá nhân khác nhau của công dân quốc gia.